# Miguel Noguer
Miguel Noguer Castellví, né le 28 décembre 1956 à Barcelone, est un navigateur espagnol qui concourait en classe Flying Dutchman.
Il a participé aux Jeux olympiques de Moscou en 1980, Los Angeles en 1984 et Séoul en 1988. Il s'est imposé aux côtés de Jan Abascal en 1980 mais n'a pu faire mieux qu'onzième et treizième lors des Jeux suivants .
Il a également obtenu une médaille d'argent et une médaille de bronze aux championnats du monde, respectivement en 1979 et 1978. Il a remporté le titre européen en 1980.